# نيوبرين

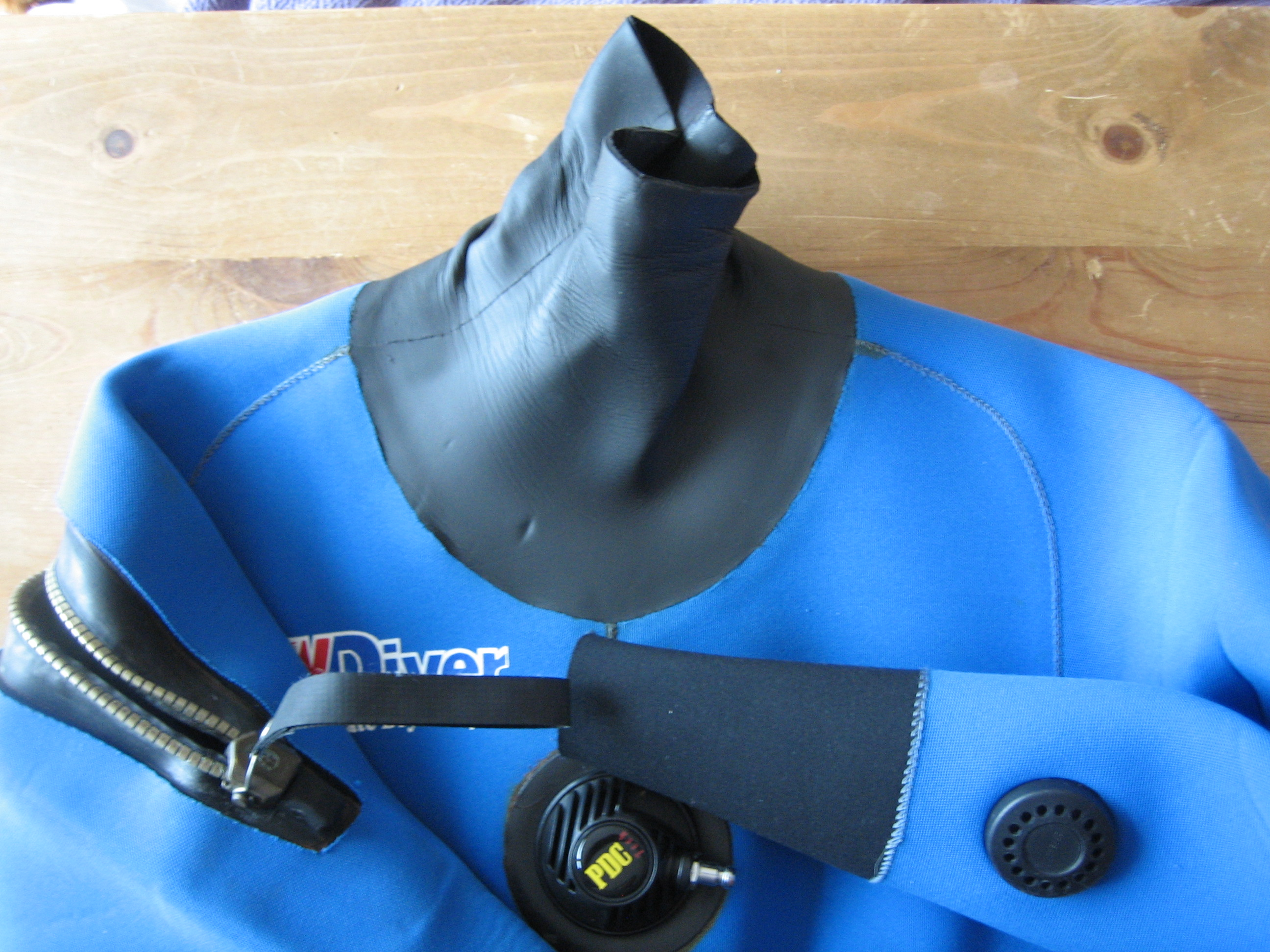
بدلة غوص مصنوعة من النيوبرن.

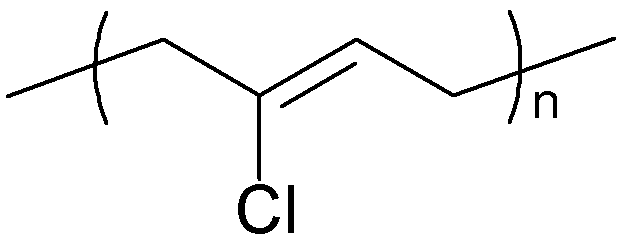
الصيغة الكيميائية للوحدة المتكررة من بولي كلوروبرين.

نيوبرين (Neoprene) اسم يطلق على صنف من المطاط الاصطناعي الناتج عن عملية بلمرة لمركب كلوروبرين. لذلك يسمى هذا النوع كيميائياً أيضاً باسم بولي كلوروبرين.
يمتاز النيوبرن بأن له ثباتية كيميائية، كما أن خصائصه الفيزيائية جيدة حيث يحتفظ بالمرونة خلال مجال واسع نسبياً من درجات الحرارة. على هذا الأساس فإن النيوبرن يدخل في العديد من التطبيقات الصناعية والطبية والكهربائية.

## اقرأ أيضاً
- مطاط اصطناعي
- مطاط طبيعي